# ATP de Montreal de 2013
O ATP de Montreal foi um torneio de tênis masculino disputado em quadras duras na cidade de Montreal, no Canadá. Esta foi a 124ª edição do evento, realizado no Uniprix Stadium.

## Pontuação e premiação

### Distribuição de pontos
| Evento  | V    | F   | SF  | QF  | Terceira rodada | Segunda rodada | Primeira rodada | Q  | Q2 | Q1 |
| Simples | 1000 | 600 | 360 | 180 | 90              | 45             | 10              | 25 | 16 | 0  |
| Duplas  | 1000 | 600 | 360 | 180 | 90              | 0              | —               | —  | —  | —  |

### Premiação
| Evento  | V        | F        | SF       | QF      | Terceira rodada | Segunda rodada | Primeira rodada | Q2     | Q1     |
| Simples | $522,550 | $256,220 | $128,960 | $65,575 | $34,050         | $17,950        | $9,695          | $2,145 | $1,095 |
| Duplas  | $155,490 | $76,120  | $38,180  | $19,600 | $10,130         | $5,350         | —               | —      | —      |

## Chave de simples

### Cabeças de chave
| País | Jogador               | Rank1 | Cabeça |
| ---- | --------------------- | ----- | ------ |
| SRB  | Novak Djokovic        | 1     | 1      |
| GBR  | Andy Murray           | 2     | 2      |
| ESP  | David Ferrer          | 3     | 3      |
| ESP  | Rafael Nadal          | 4     | 4      |
| CZE  | Tomáš Berdych         | 6     | 5      |
| ARG  | Juan Martín del Potro | 7     | 6      |
| FRA  | Richard Gasquet       | 9     | 7      |
| SUI  | Stanislas Wawrinka    | 10    | 8      |
| JPN  | Kei Nishikori         | 11    | 9      |
| GER  | Tommy Haas            | 12    | 10     |
| CAN  | Milos Raonic          | 13    | 11     |
| ESP  | Nicolás Almagro       | 14    | 12     |
| ITA  | Fabio Fognini         | 16    | 13     |
| FRA  | Gilles Simon          | 17    | 14     |
| POL  | Jerzy Janowicz        | 18    | 15     |
| SRB  | Janko Tipsarević      | 19    | 16     |

- 1 Rankings como em 29 de julho de 2013

### Outros participantes
Os seguintes jogadores receberam convites para a chave de simples:
- Frank Dancevic
- Jesse Levine
- Filip Peliwo
- Vasek Pospisil

Os seguintes jogadores entraram na chave de simples através do qualificatório:
- Benjamin Becker
- Alex Bogomolov, Jr.
- David Goffin
- Lu Yen-hsun
- Marinko Matosevic
- Peter Polansky
- Amir Weintraub

### Desistências
Antes do torneio
- Marin Čilić (suspensão por doping)
- Roger Federer (lesão nas costas)
- Mardy Fish (motivos pessoais)
- Juan Mónaco
- Gaël Monfils (lesão no tornozelo)
- Sam Querrey
- Tommy Robredo
- Viktor Troicki (suspensão por doping)
- Jo-Wilfried Tsonga (lesão no joelho esquerdo)

Durante o torneio
- Nikolay Davydenko (bronquite)
- Tommy Haas (lesão no ombro)
- Jarkko Nieminen (lesão no tendão do jarrete)

## Chave de duplas

### Cabeças de chave
| País | Jogador              | País | Jogador           | Rank1 | Cabeça |
| ---- | -------------------- | ---- | ----------------- | ----- | ------ |
| USA  | Bob Bryan            | USA  | Mike Bryan        | 2     | 1      |
| ESP  | Marcel Granollers    | ESP  | Marc López        | 9     | 2      |
| AUT  | Alexander Peya       | BRA  | Bruno Soares      | 14    | 3      |
| IND  | Leander Paes         | CZE  | Radek Štěpánek    | 19    | 4      |
| PAK  | Aisam-ul-Haq Qureshi | NED  | Jean-Julien Rojer | 25    | 5      |
| SWE  | Robert Lindstedt     | CAN  | Daniel Nestor     | 29    | 6      |
| CRO  | Ivan Dodig           | BRA  | Marcelo Melo      | 35    | 7      |
| BLR  | Max Mirnyi           | ROU  | Horia Tecău       | 38    | 8      |

- 1 Rankings como em 29 de julho de 2013

### Outros participantes
As seguintes parcerias receberam convites para a chave de duplas:
- Frank Dancevic /  Adil Shamasdin
- Jesse Levine /  Vasek Pospisil

A seguinte parceria entrou na chave de duplas como alternate:
- Jérémy Chardy /  Łukasz Kubot

### Desistências
Antes do torneio
- Vasek Pospisil (shoulder injury)

Durante o torneio
- Pablo Andújar (lesão no cotovelo)
- Tommy Haas (lesão no ombro)

## Campeões

### Simples
- Rafael Nadal venceu  Milos Raonic 6–2, 6–2

### Duplas
- Alexander Peya /  Bruno Soares venceram  Colin Fleming /  Andy Murray